# Монетный двор Чили
Монетный двор Чили (исп. Casa de Moneda de Chile) — чилийское предприятие, было создано в 1743 году. Первую золотую монету двор выпустил в 1749 году. Король Карл III в 1770 году национализировал монетный двор, принадлежавший до этого момента испанскому купцу. Через два года двор временно перенесли в коммуну Сан-Мигель. Потребовалось двадцать лет, чтобы построить новое здание, и в 1805 году двор вновь начал работу в Сантьяго. Однако здание было настолько хорошим, что его признали лучшим в Колониальной Америке, и в 1846 году оно было назначено резиденцией президента Чили Мануэлья Бульнеса. Монетный двор перенесли на проспект Порталес.

## Производство
Монетный двор чеканил колониальные испанские монеты, а затем монеты независимого государства Чили — песо, сентаво, эскудо и сентесимо (как циркуляционные, так и памятные). Монетный двор также занимается изготовлением медалей, различных государственных документов (дипломов, водительских удостоверений, паспортов и пр.), номерных знаков для транспортных средств.
В различное время двор чеканил монеты для других стран — Доминиканской Республики, Гватемалы, Сальвадора, Венесуэлы, Парагвая, Аргентины, Боливии, Уругвая и др.